# Giovanni Tocci
Giovanni Tocci (Cosenza, 31 de agosto de 1994) es un deportista italiano que compite en saltos de trampolín.
Ganó dos medallas en el Campeonato Mundial de Natación, en los años 2017 y 2024, y siete medallas en el Campeonato Europeo de Natación entre los años 2016 y 2025. En los Juegos Europeos de Cracovia 2023 consiguió una medalla de plata en la prueba de trampolín 3 m sincro.
Participó en tres Juegos Olímpicos de Verano, ocupando el sexto lugar en Río de Janeiro 2016 y en Tokio 2020 y el cuarto en París 2024, en la prueba sincronizada.

## Palmarés internacional
| Campeonato Mundial | Campeonato Mundial    | Campeonato Mundial | Campeonato Mundial   |
| Año                | Lugar                 | Medalla            | Prueba               |
| ------------------ | --------------------- | ------------------ | -------------------- |
| 2017               | Budapest (Hungría)    | Medalla de bronce  | Trampolín 1 m        |
| 2024               | Doha (Catar)          | Medalla de plata   | Trampolín 3 m sincro |
| Juegos Europeos    |                       |                    |                      |
| Año                | Lugar                 | Medalla            | Prueba               |
| 2023               | Rzeszów (Polonia)     | Medalla de plata   | Trampolín 3 m sincro |
| Campeonato Europeo |                       |                    |                      |
| Año                | Lugar                 | Medalla            | Prueba               |
| 2016               | Londres (Reino Unido) | Medalla de plata   | Trampolín 1 m        |
| 2018               | Glasgow (Reino Unido) | Medalla de plata   | Trampolín 1 m        |
| 2021               | Budapest (Hungría)    | Medalla de bronce  | Trampolín 1 m        |
| 2022               | Roma (Italia)         | Medalla de plata   | Trampolín 3 m sincro |
| 2022               | Roma (Italia)         | Medalla de bronce  | Trampolín 1 m        |
| 2022               | Roma (Italia)         | Medalla de bronce  | Trampolín 3 m        |
| 2025               | Antalya (Turquía)     | Medalla de plata   | Trampolín 3 m sincro |